# Super Bowl XXXVIII
Super Bowl XXXVIII var en amerikansk fotbollsmatch mellan National Football Conference (NFC) vinnaren Carolina Panthers och American Football Conference (AFC) vinnaren New England Patriots, för att bestämma vinnaren av NFL-säsongen 2003-2004. Patriots vann med 32-29. Matchen spelades i Houston på Reliant Stadium den 1 februari 2004. Matchen var på sin tid den med högst antal tittare av  Super Bowl någonsin med 144,4 miljoner tittare.